# Alexander Campbell (politiker)

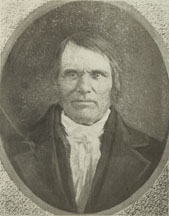
Alexander Campbell

Alexander Campbell, född 1779 i Frederick County, Virginia, död 5 november 1857 i Brown County, Ohio, var en amerikansk politiker (demokrat-republikan). Han representerade delstaten Ohio i USA:s senat 1809-1813.
Griswold studerade medicin vid Transylvania University och inledde 1801 sin karriär som läkare i Kentucky. Han flyttade senare till Ohio.
Campbell efterträdde 1809 Stanley Griswold som senator för Ohio. Han efterträddes 1813 av Jeremiah Morrow och återgick till arbetet som läkare.
Campbell var slaverimotståndare. Hans grav finns på Maplewood Cemetery i Ripley.